# الحملة العسكرية العراقية على جبل مقلوب
معركة جبل مقلوب وهي حملة عسكرية عراقية قامت بها قوات عراقية من الفرقة الرابعة الجبلية بقيادة يونس عطار باشي وخليل جاسم الدباغ واللواء الخامس بقيادة آمر اللواء سعيد حمو والأفواج الخفيفة التابعة للفرقة الرابعة الجحوش لتطهير جبل مقلوب من قوات البيشمركة الكردية وحلفائهم من الشيوعيين المتمثلين ب جيش الأنصار في يوم 26/6/1963 ضمن حرب كردستان العراق 1961 - 1970. واستطاعت القوات العراقية السيطرة على دشت عين سفني والسيطرة على المنافذ التي قد يسلكها البيشمركة في طريقهم نحو الدشت، مما اضطر قوات البيشمركة الكردية بقيادة حسو ميرخان من الانسحاب إلى منطقة شمكان على سفح جبل بي خير.